# Tiếng Khanty
Tiếng Khanty (hay Hanti), trước gọi là Ostyak là một ngôn ngữ Ural, bản ngữ của người Khanty. Nó hiện diện ở hai khu tự trị Khanty–Mansi và Yamalo-Nenets cũng như ở hai huyện Aleksandrovsky và Kargasoksky của tỉnh Tomsk, Nga. Theo nghiên cứu năm 1994 của Salminen và Janhunen, có 12.000 người nói tiếng Khanty ở Nga.
Tiếng Khanty chia ra làm nhiều phương ngữ. Cụm tây gồm phương ngư Obdoria, Ob, Irtysh. Cụm tây gồm Surgut và Vakh-Vasyugan, mà lại ra làm các phương ngữ nhỏ hơn. Phương ngữ khác biệt nhau đáng kể về ngữ học, hình thái học, từ vựng đến nỗi mà ba "phương ngữ" chính (bắc, nam, đông) không thông hiểu lẫn nhau. Do đó, các phương ngữ tiếng Khanty có thể được coi là ngôn ngữ gần gũi nhưng riêng biệt.

## Phương ngữ

Phương ngữ tiếng Khanty (và Mansi):
Obdorsk (Salekhard)
Ob
Nam (Irtysh)
Surgut
Viễn Đông (Vakh-Vasyugan)

Tiếng Khanty tách ra làm ba nhóm phương ngữ chính, hầu như không thông hiểu nhau, do vậy nên xem là ba ngôn ngữ: Bắc, Nam, Đông. Mỗi phương ngữ con được đặt theo tên dòng sông nơi nó được nói. Tiếng Khanty Nam hiện là tử ngữ.
- Khanty Đông[5]
  - Viễn Đông (Vakh, Vasjugan, Verkhne-Kalimsk, Vartovskoe)
  - Surgut (Jugan, Malij Jugan, Pim, Likrisovskoe, Tremjugan, Tromagan)
- transitional: Salym
- Khanty Tây
  - Khanty Bắc
    - Obdorsk
    - Berjozov (Synja, Muzhi, Shurishkar), Kazym, Sherkal
    - transitional: Atlym, Nizyam

  - Khanty Nam: Thượng Demjanka, Hạ Demjanka, Konda, Cingali, Krasnojarsk

Phương ngữ Salym có thể coi là chuyển giao giữa Đông và Nam. Phương ngữ Atlym và Nizyam cũng mang đặc điểm miền nam.
Tiếng Khanty Nam và Bắc chia sẻ nhiều biến đổi âm vị, nên có thể gộp thành Khanty Tây: *üü, *öö, *ɔ̈ɔ̈ > *ii, *ee, *ää (nhưng *ɔ̈ɔ̈ > *oo gần *k, *ŋ), sự mất đi hài hoà nguyên âm, xát hoá *k thành /x/ khi ở gần nguyên âm sau, sự mất đi âm vị *ɣ.